# Адамс, Каммиль
Каммиль Адамс (англ. Cammile Adams; род. 11 сентября 1991, Хьюстон, Техас) — американская пловчиха, специализирующийся в плавании баттерфляем. Она представляла Соединенные Штаты на летних Олимпийских играх 2012 и на 2016 годов.

## Карьера
Адамс родилась в Хьюстоне, и окончила среднюю школу Сайпресс Вудс в городе Сайпресс (Техас).
Адамс посещала Техасский университет A&M в Колледж-Стейшн, где она участвовала в команде Техасского университета A&M «Aggies» в соревнованиях Национальной спортивной ассоциации (NCAA) с 2011 по 2014 годы. За четыре года плавания в команде «Aggies» она выиграла четыре индивидуальных чемпионата в плавании на 200 ярдов баттерфляем, 500 ярдов вольным стилем и 400 ярдов комплексом. На женском чемпионате NCAA 2012 года по плаванию и прыжкам в воду она заняла второе место на 200-ярдовой дистанции баттерфляем. На взрослом уровне Адамс выиграла дистанцию 200 ярдов баттерфляем на чемпионате NCAA по плаванию и прыжкам в воду.
В Омахе на отборочном соревновании США к Олимпийским играм, Адамс впервые вошла в Олимпийскую сборную США, выиграв 200-метровую дистанцию баттерфляем. Адамс также участвовала в 400 м комплексным плаванием и финишировала с третьим временем (4.38,62). На летних Олимпийских играх 2012 года в Лондоне она заняла пятое место в финале женской 200-метровой дистанции баттерфляем.
На чемпионате мира в Казани завоевала серебряную медаль на этой дистанции, уступив японке Нацуми Хоси.
На летних Олимпийских играх 2016 года в Рио-де-Жанейро 10 августа она заняла четвертое место в финале женской дистанции на 200 метров баттерфляем с лучшим в карьере временем 2.05,90. Завершила карьеру во время Олимпийских игр.